# Serinus ankoberensis
Serinus ankoberensis là một loài chim thuộc họ Fringillidae. Các nghiên cứu gần đây đặt loài này vào chi Carduelis. Đây là loài đặt hữu Ethiopia, Chúng sinh sống ở các sườn núi đá.